# Union Navy
L'Union Navy corrispose all'United States Navy durante la guerra di secessione americana, quando combatté contro le forze messe in campo dalla Confederate States Navy. Il termine viene usato talvolta per indicare le navi da battaglia utilizzate nelle vie fluviali interne mentre queste si trovarono sotto il controllo dell'Unione, includendovi pertanto anche i mezzi di trasporto e guerra anfibia in dotazione all'Union Army.

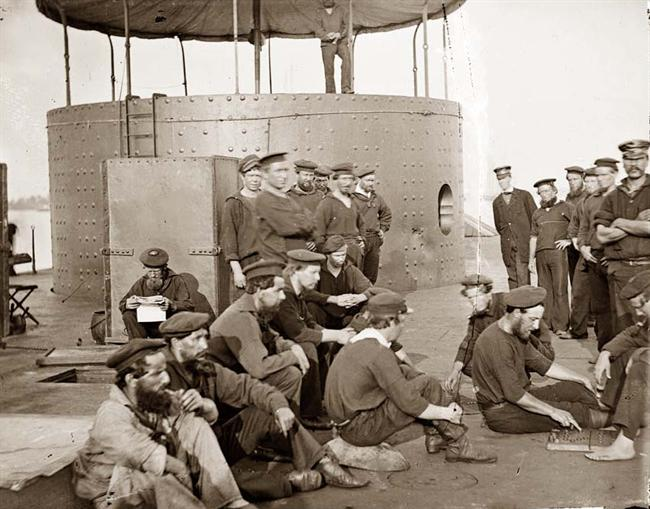
Parte dell'equipaggio della USS Monitor poco prima del confronto con la CSS Virginia nella battaglia di Hampton Roads.

## Missioni primarie
Le principali missioni affidate all'Union Navy furono:
1. mantenere il blocco dell'Unione sugli scali portuali confederati, respingendo e facendo prigionieri tutti i violatori del blocco;
2. incontrare in combattimento le navi da guerra sudiste;
3. portare la guerra nei luoghi degli Stati secessionisti inaccessibili all'esercito, ma raggiungibili via acqua;
4. sostenere l'esercito fornendo sia supporto armato in battaglia sia il trasporto rapido e le comunicazioni sui corsi dei fiumi dell'interno.

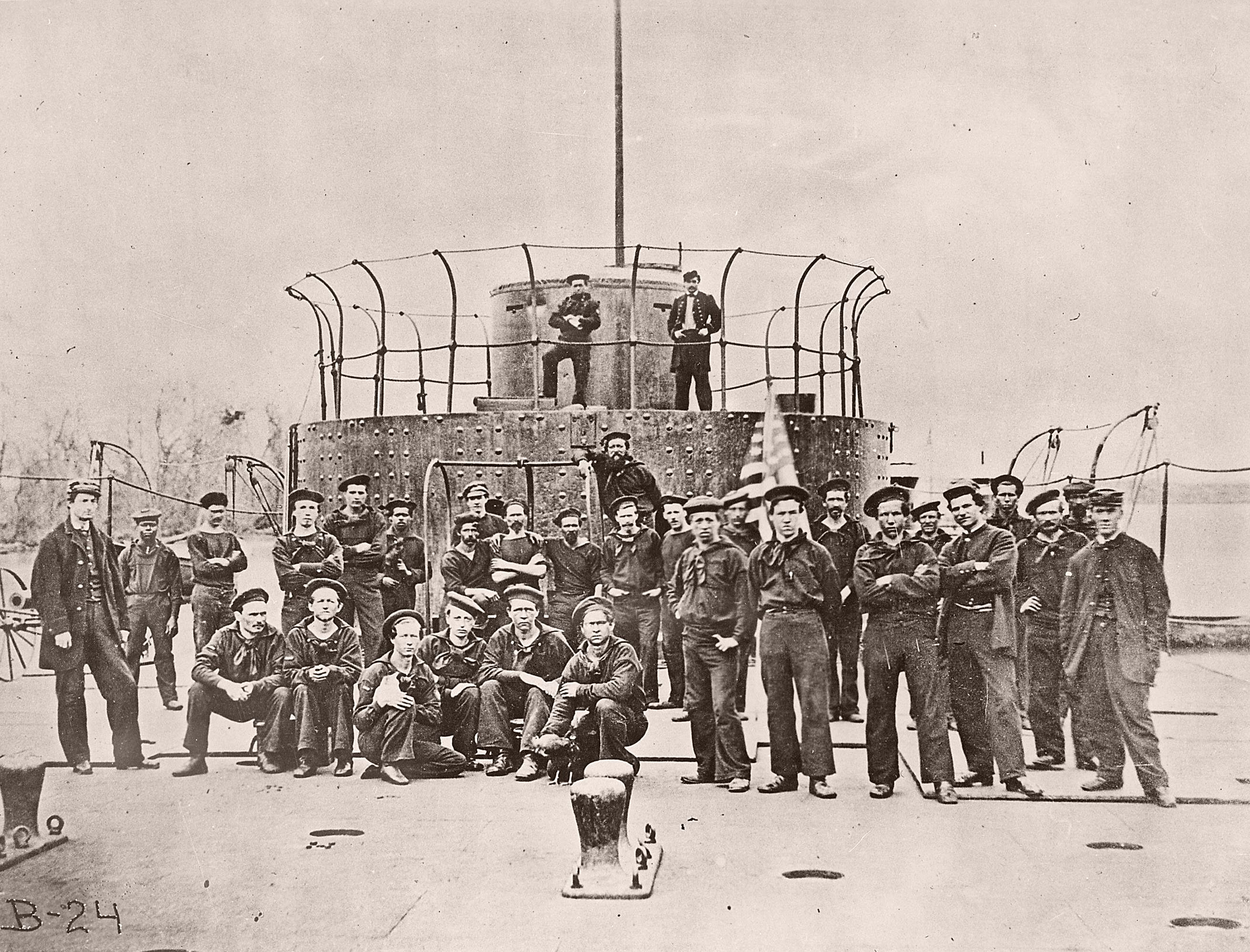
L'equipaggio della USS Lehigh nel 1864 o 1865.

## Trasformazione
Per riuscire a realizzare le missioni la Marina militare statunitense dovette subire un'opera di profonda trasformazione, sia tecnologica che istituzionale. Nel corso del conflitto le navi a vela vennero completamente soppiantate da navi a vapore per scopi bellici.
Vascelli dotati di caratteristiche molto differenti vennero costruiti a partire dalla chiglia, in risposta ai problemi peculiari che avrebbero dovuto affrontare. Gli scafi di legno furono dapprima protetti con armature composte da placche metalliche, ma ben presto sostituiti con scafi interamente in ferro ed acciaio.
Le armi, cannoncini mobili, rimarranno in un numero ridotto, ma via via fatti aumentare in dimensioni, portata e gittata; la riduzione quantitativa venne parzialmente compensata montando i cannoni in torrette girevoli o facendo ruotare l'armamento su una piattaforma curva in modo che potessero essere rivolti verso qualsiasi direzione a seconda dei bisogni del momento.
I cambiamenti istituzionali introdotti risultarono egualmente significativi. Al "United States Navy bureau system" venne aggiunto il "Bureau of Steam Engineering" a cui si affiancò, testimonianza della rapida conversione della Marina nazionale dalla vela alla spinta a vapore la quale assunse fin da subito una funzione primaria.
Ancora più importante dal punto di vista della cooperazione tra forze armate di terra e di mare nelle operazioni congiunte l'insieme dei ranghi ufficiali venne ridefinito di modo che ogni grado militare dell'esercito avesse il proprio equivalente anche nella marina. L'istituzione del rango di ammiraglio implicò inoltre un cambiamento nella dottrina navale, da quella che favoriva le operazioni di una nave in solitaria all'impiego di intere flotte contemporaneamente.

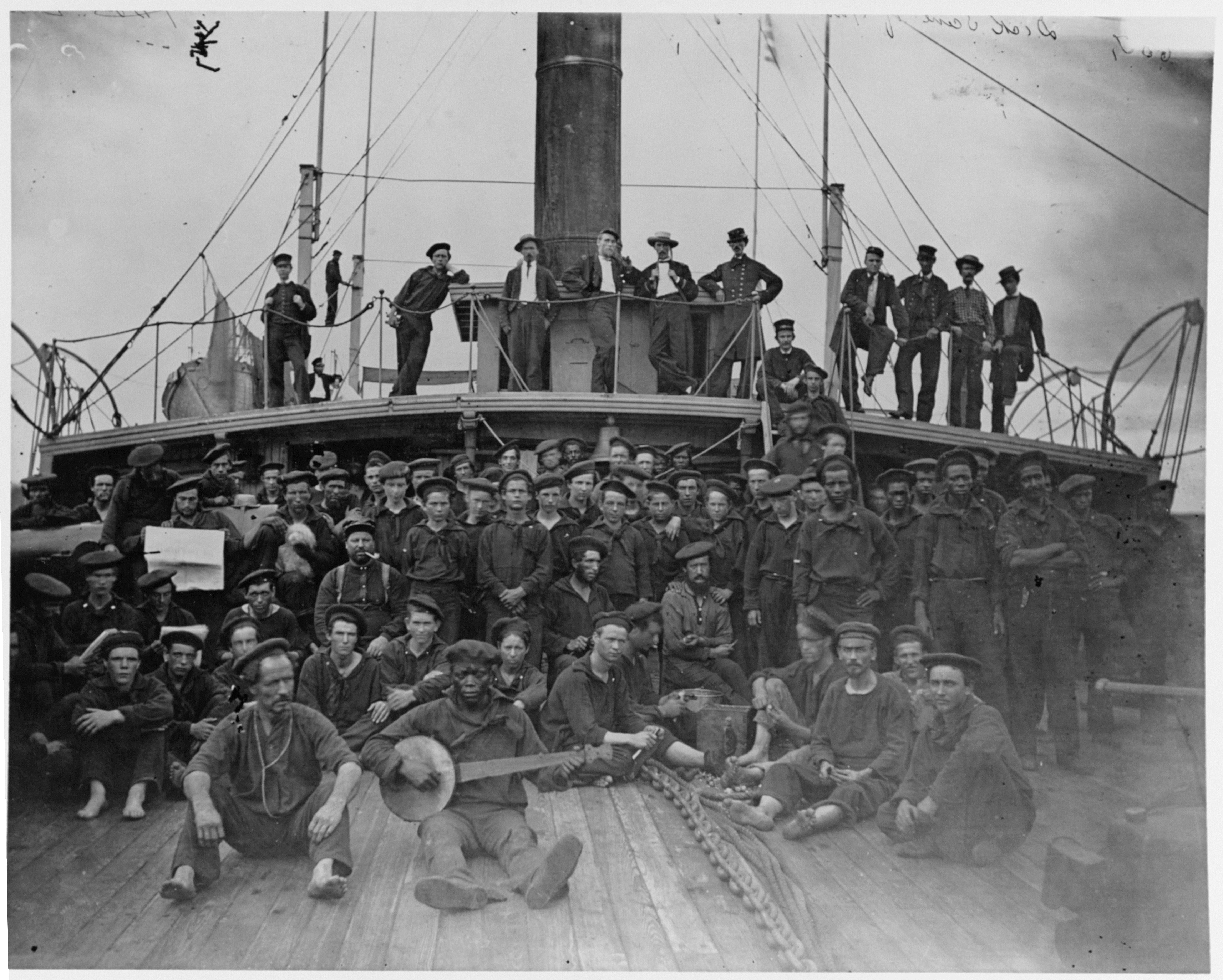
Marinai della USS Hunchback sul James (fiume); circa un quinto dei marinai raffigurati nella foto è afroamericano. Quasi 10.000 marinai dell'Union Navy nella guerra civile erano neri e sette di loro hanno ricevuto la Medal of Honor.

## Mezzi
(Raimondo Luraghi, Storia della guerra civile americana, BUR, 1994, Vol. I, p. 295)
In generale la marina mercantile (variamente riconvertibile) assommava a 5,54 milioni di naviglio, di cui 1,74 milioni nel solo Stato di New York e 1,84 milioni nella Nuova Inghilterra.
All'inizio della guerra l'Union Navy possedeva 42 imbarcazioni in servizio attivo, di cui 26 a vapore e 15 a vela ed altre 27 soggette a riparazioni o manutenzione; altre 48 vennero collocate ed elencate come disponibili non appena gli equipaggi fossero stati assemblati ed addestrati, seppur ben pochi di loro risultassero essere appropriati per i compiti da svolgere.
La maggior parte della flotta iniziale era composta da navi a vela, alcune irrimediabilmente obsolete, tra cui una (la USS Michigan (1843)) in servizio sul Lago Erie che non poteva essere trasferita sull'Oceano Atlantico.
Esistevano 6 fregate di classe Wabash; 12 corvette a vapore (5 di classe Hartford); l'artiglieria poteva disporre di cannoni Dahlgren ad anima liscia: nel corso degli anni di belligeranza il numero di commissioni si accrebbe di un fattore maggiore di 15, tanto che al termine delle operazioni belliche l'US Navy possedeva 671 tra vascelli e bastimenti. Di queste 127 navi da battaglia, 68 corazzate ed altre 58 di varia tipologia fabbricate appositamente; il resto acquistato o catturato.
Ma ancora più significativo del semplice aumento dei numeri grezzi fu la varietà di tipologie che vennero rappresentate, con alcune forme che non si erano mai viste prima nella guerra marina. La natura stessa del conflitto, in gran parte svoltosi all'interno del continente o in porti relativamente poco profondi lungo le coste del Teatro basso litoraneo, significò che le navi progettate per l'uso in mare aperto fossero largamente meno utili di quelle specializzate per muoversi in acque meno profonde.
Per affrontare al meglio le forme di combattimento che si verificarono il Governo federale di Abraham Lincoln sviluppò un nuovo tipo di unità militare navale, il monitore, basatosi sull'originale USS Monitor. La Marina statunitense rilevò una serie di classi composta da cannoniere fluviali create appositamente per sostenere l'esercito ma progettate da personale navale, le Cannoniere Eads (dal nome dei cantieri di produzione) classificate Classe City.

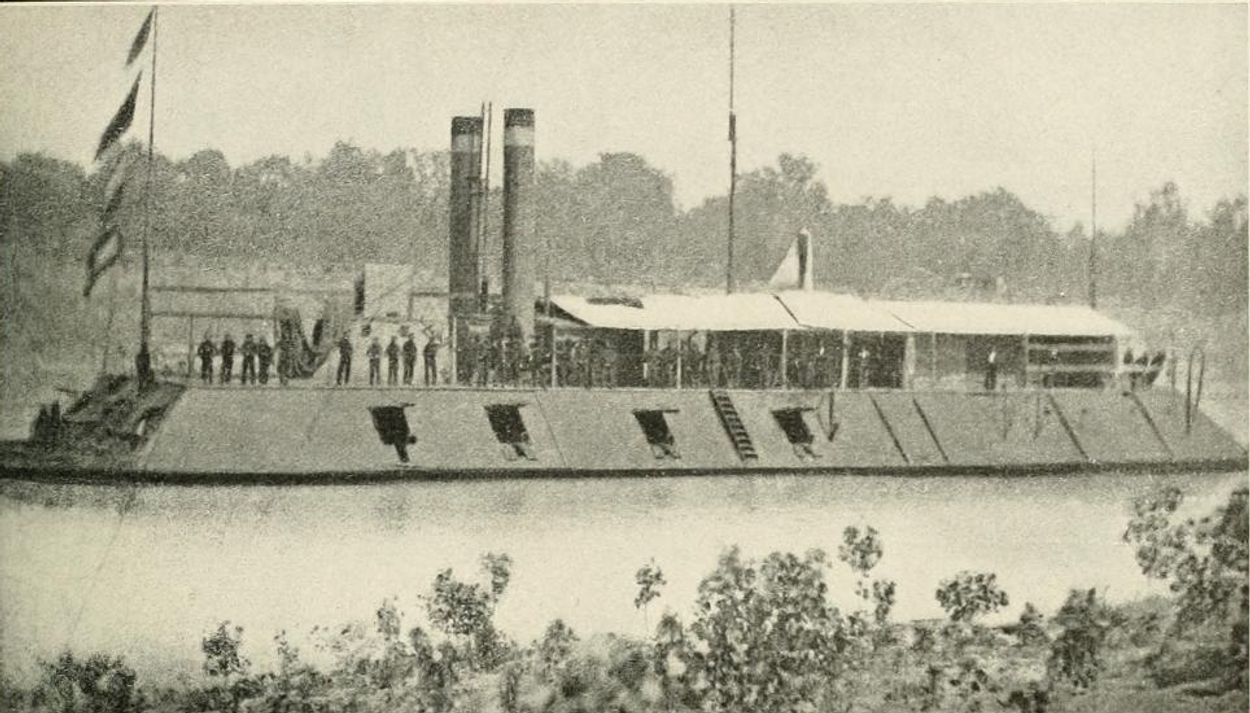
La USS Cincinnati fu una delle prime navi corazzate cannoniere statunitensi approntate per scopi bellici (1861).

I cosiddetti doppi-fondi vennero prodotti per consentire di manovrare nelle acque confinate dei bacini fluviali e dei porti. L'Union Navy sperimentò inoltre i propri sottomarini ancor prima che i confederati producessero il loro celebre CSS H. L. Hunley; il risultato fu il USS Alligator, bocciato principalmente per la mancanza di obiettivi adatti.
Basandosi sui contemporanei progetti avversari l'Union Navy produsse ed utilizzò le torpediniere, piccoli scafi che montarono siluri ad asta, le quali furono i precursori sia della moderna nave da guerra che del cacciatorpediniere.
A causa della fretta nella loro progettazione e relativa costruzione la maggior parte delle imbarcazioni militari inserite nell'US Navy in questo periodo di rapida espansione ed evoluzione tecnologica incorporarono più o meno gravi difetti che le avrebbero rese inadatte all'uso in un sistema difensivo permanente. Conseguentemente a partire dal 1865 molte di queste - rimaste danneggiate nell'evolversi del conflitto - vennero messe definitivamente fuori servizio. Il numero di navi in mare tornò pertanto velocemente ai livelli prebellici.

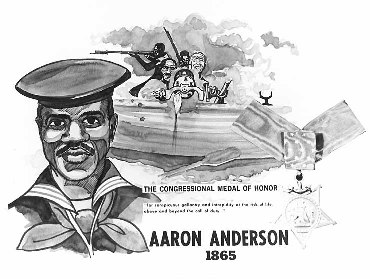
Aaron Anderson, uno dei marinai afroamericani a ricevere la Medal of Honor.

## Istituzione
Il grado più alto disponibile per un ufficiale della United States Navy all'epoca in cui iniziò la guerra era quello di capitano; la carta costituzionale confederata previde invece fin da subito quello di ammiraglio, sebbene potesse essere assegnato solo "al valore" per meriti acquisiti sul campo: nessun sudista venne nominato tale fino a quando Franklin Buchanan non si guadagnò le massime stellette a seguito della battaglia di Hampton Roads.

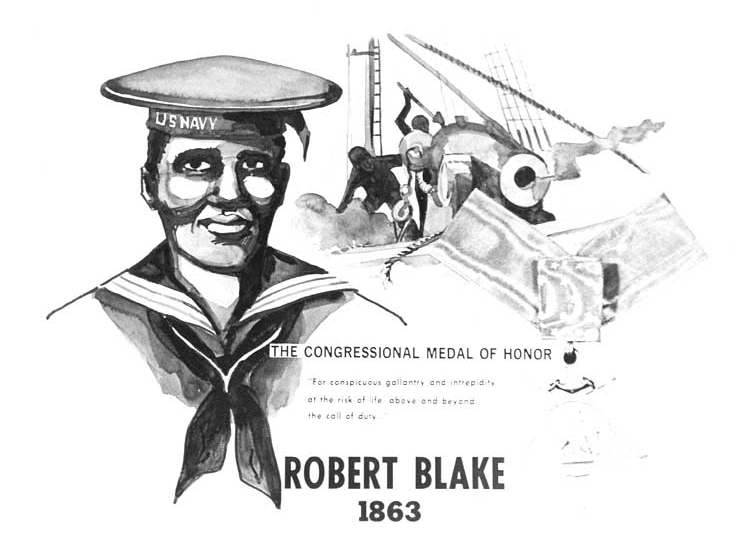
Robert Blake ricevette la "Medal of Honor nel 1863.

Questo fatto cominciò a creare notevoli problemi già a partire dal momento in cui molte navi dovettero mettersi ad operare congiuntamente le quali rimasero quindi inizialmente sguarnite in fase di direzione, prive di una catena di comando chiaramente definita stabilmente.
Una situazione ancora più grave si presentò quando la Marina militare prese a lavorare in coordinazione con l'esercito; la consueta equivalenza di rango tra i due servizi venne a significare che il capitano navale, parificato ad un colonnello dell'esercito, sarebbe sempre stato inferiore a tutti i generali eventualmente presenti.
Per lo stesso motivo nelle operazioni combinate con flotte straniere nessun capitano americano poteva comandare se un ammiraglio straniero fosse stato presente, indipendentemente dalla composizione della flotta; questo era un problema puramente ipotetico nel XIX secolo, poiché gli Stati Uniti non si allearono con alcuna potenza straniera in quel momento.
Dopo che l'accordo preesistente continuò ad essere utilizzato per tutto il primo anno del conflitto, fu presentato il caso secondo cui gli interessi nazionali avrebbero potuto essere meglio serviti organizzando la Marina su linee maggiormente simili a quelle esistenti nella Royal Navy. Nell'estate del 1862 venne istituita una serie di ranghi ufficiali corrispondenti esattamente al gruppo di gradi dell'esercito.
Il cambiamento maggiormente visibile fu che da quel momento, alcuni ufficiali avrebbero avuto la possibilità di venire designati come commodoro, contrammiraglio, viceammiraglio ed infine ammiraglio; tutti questi ranghi formali rinnovati equivalsero rispettivamente a brigadier generale, maggior generale, tenente generale e generale.
Il principio dell'equivalenza dei servizi è ora così fortemente stabilito che è stato applicato senza alcun particolare pensiero quando i ranghi supplementari del generale dell'esercito e dell'ammiraglio della flotta furono introdotti nello stesso momento nel periodo immediatamente successivo alla seconda guerra mondiale.
Un deciso mutamento strategico ebbe luogo nello stesso lasso di tempo. Prima della guerra l'US Navy mise in evidenza le operazioni a nave singola, enfatizzandone la portata; ma la natura stessa della guerra civile rese presto necessario l'uso di intere flotte contemporaneamente. Già nella battaglia di Port Royal del 7 novembre 1861 vennero impiegate ben 77 imbarcazioni, tra le quali furono presenti 19 navi da guerra.

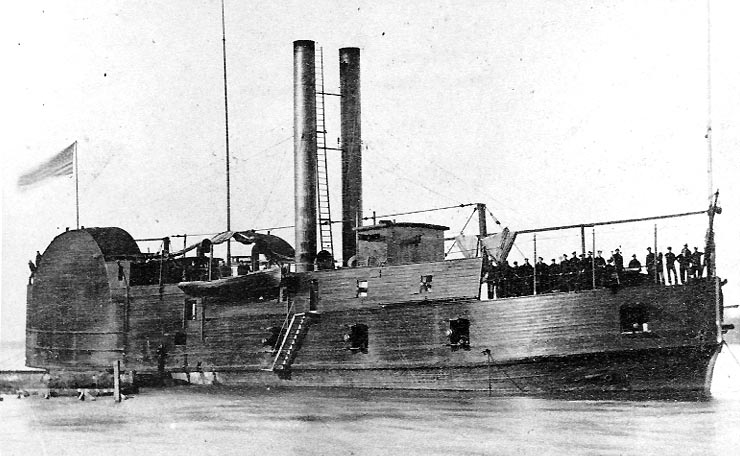
La USS Conestoga, una cannoniera convertita che serviva sul fiume Mississippi.

Si trattò della più vasta spedizione della Marina che avesse mai navigato sotto le insegne della bandiera degli Stati Uniti d'America, ma tale record non durerò molto a lungo; difatti le azioni successive comprendenti la battaglia di New Orleans, quella della baia di Mobile e diverse altre nelle regioni dell'interno (innanzi tutto quelle effettuate nel corso della Campagna di Vicksburg guidata da Ulysses S. Grant) confermarono l'estrema importanza data dalle grandi flotte nelle moderne operazioni militari navali.
Il sistema burocratico ufficiale venne invece rivisto entro l'estate del 1862; alcuni degli uffici più vecchi vennero riorganizzati o trasformati riservandogli nuove competenze. Il mutamento più radicale fu la creazione del "Bureau of Steam Engineering". La sua esistenza fu la testimonianza del fatto che la Marina statunitense non si sarebbe più affidata alle correnti aree per spingere in avanti le proprie unità.
La scelta coinvolse l'intero apparato militare molto più di quanto non sembri apparire a prima vista, poiché la necessità di mantenere sotto il proprio controllo attivo le maggiori stazioni carbonifere di rifornimento in tutto il mondo indicò l'intenzione che la nazione doveva ripensare radicalmente all'atteggiamento fino ad allora adottato nei confronti del sistema del colonialismo.

### Uomini
Nel corso della guerra l'Union Navy ebbe un totale di 84.415 effettivi tra marinai e addetti ai servizi relativi; contò 6.233 vittime con 4.523 decessi per la cause più varie. Dalle azioni nemiche furono uccisi 2.112 marinai, mentre altri 2.411 morirono per malattia o per la conseguenza delle ferite subite in azioni belliche; furono 1.710 le persone ferite in combattimento, nel corso delle manovre o rese disabili per malattie o infortuni.
Il Corpo iniziò la guerra con 8.000 uomini, 7.600 arruolati in tutte le categorie e all'incirca 1.200 ufficiali in servizio permanente; più 1.755 membri dell'United States Marine Corps. Il numero di braccia crebbe di 5 volte a partire dalla sua forza originaria allo scoppio delle ostilità; queste nuove reclute furono in gran parte volontari che desiderarono servire temporaneamente in Marina piuttosto che fare carriera come era invece accaduto per molti marinai dell'anteguerra.
La maggior parte di questi furono classificati come "Land's Men" dai reclutatori, il che sta a significare che avevano ben poca o nessuna precedente esperienza di mare nelle loro vite civili, anche se poi molti marinai della marina mercantile vennero accorpati all'Union Navy e ricevettero spesso mansioni più elevate grazie alla loro precedente esperienza; la possibilità di fare carriera fu dovuta principalmente all'esperienza.

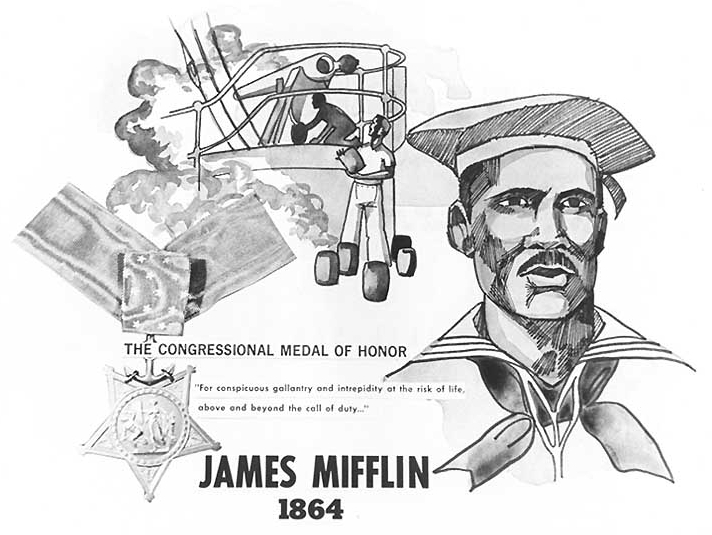
James Mifflin ricevette la "Medal of Honor" nel 1864. La sua sorte rimane sconosciuta.

Una parte fondamentale degli sforzi di arruolamento messi in atto fu l'offerta di ottenere retribuzioni più alte rispetto a quelle che avrebbero ricevuto i volontari dell'esercito oltre che alla prospettiva di una maggiore libertà disciplinare e l'opportunità di viaggiare, vedere e conoscere paesi rimasti al di fuori della loro portata.
Quando venne introdotta la coscrizione nel 1863 la Marina s'impegnò nel reclutare ulteriori volontari offrendo il servizio in mare come un'alternativa migliore e più remunerativa in confronto all'arruolamento nell'esercito; un incentivo questo inteso ad attrarre marinai professionisti che potevano venire inquadrati come qualsiasi altro civile e che avrebbero preferito partecipare ai combattimenti all'interno di un ambiente verso cui sentivano un più alto grado di familiarità.

#### Composizione
Se, almeno in teoria, il reclutamento fu riservato ai soli americani, nella pratica vi furono molti immigrati di diverse nazionalità tra gli arruolati.
La durata degli impegni inizialmente variò in maniera consistente; vi furono le ferme di 3 e 9 mesi, 3 anni, fino a tutta la durata del conflitto. L'8 agosto 1861 il Congresso decise che la durata fosse portata ad un periodo di 3 anni. I partecipanti, almeno due terzi dei quali "novizi", seguirono un allenamento accelerato di alcune settimane.
A partire dall'estate del 1864 cominciarono ad essere accettati persino i prigionieri di guerra per prestare servizio attivo sulle navi del Nord; per mezzo di un giuramento di fedeltà e solo in un numero limitato in relazione alle dimensioni totali dell'equipaggio.
A differenza di quanto accadde nell'esercito la Marina non ebbe mai alcun problemi a utilizzare anche gli afroamericani; innanzitutto dovettero essere liberi, in secondo luogo non si verificarono episodi eclatanti di discriminazioni. Entro la fine del conflitto tra i 10 e i 18.000 neri avevano combattuto come marinai, quasi il 15% del totale.
Ebbero tuttavia mansioni limitate o inferiori; tra le funzioni che poterono occupare vi furono quelle di trimmers, cuochi, portaordini, ma anche artiglieri. Il loro accesso a posizioni di responsabilità venne per lo più precluso; queste rimasero infatti nella loro quasi totalità tutte riservate ai bianchi americani.
Un esempio di eccezione fu l'equipaggio della cannoniera USS Minnesota, interamente composto da neri. Nel fronte fluviale interno i marinai provennero soprattutto da navigli commerciali privati locali o furono soldati dell'esercito assegnati a questi territori. Nei primi giorni del conflitto le navi non dipesero ancora direttamente dalla Marina, bensì dall'esercito.
Approssimativamente almeno 10.000 (forse 15-18.000) marinai furono afroamericani, in sette ricevettero la "Medal of Honor"; secondo il rapporto commissionato dal Segretario alla Guerra Edwin McMasters Stanton prestarono servizio con estrema diligenza e competenza:
(Edwin M. Stanton, lettera ad Abraham Lincoln, (5 dicembre 1863).)

#### Paga
La paga di un marinaio qualificato fu di 18 dollari statunitensi al mese all'inizio del conflitto; una recluta (definita "landsman") ne ricevette invece 12, mentre un mozzo - per lo più un adolescente che ricopriva i diversi compiti di servizio (come la cucina o le ordinanze quotidiane) - arrivava fino ad 8: gli afroamericani vennero invece pagati come quest'ultima categoria.
Il livello della paga è abbastanza corretto e consono per il tempo; per diretta comparazione un giornalista alle prime armi riceveva da 20 a 25 dollari mensili, un operaio del cantiere navale 29, un fabbro 30; ma, a differenza di loro, il marinaio era nutrito, alloggiato, curato ed equipaggiato al meglio. Poteva inoltre ottenere anche 1,5 dollari in più al mese per la razione alcolica che non era distribuita gratuitamente.

#### Condizioni di vita
- Il cibo: il marinaio ha 3 pasti al giorno.
- Forniture di vettovaglie, alloggio, vestiario e rifornimento cadenzato di bevanda alcolica.
- Organizzazione del lavoro distribuita in un ordine gerarchico.
- Attività ricreative.
- Punizioni corporali e ricompense come premio per le attività svolte.
- Le "quote di partecipazione".

## Gradi e distintivi

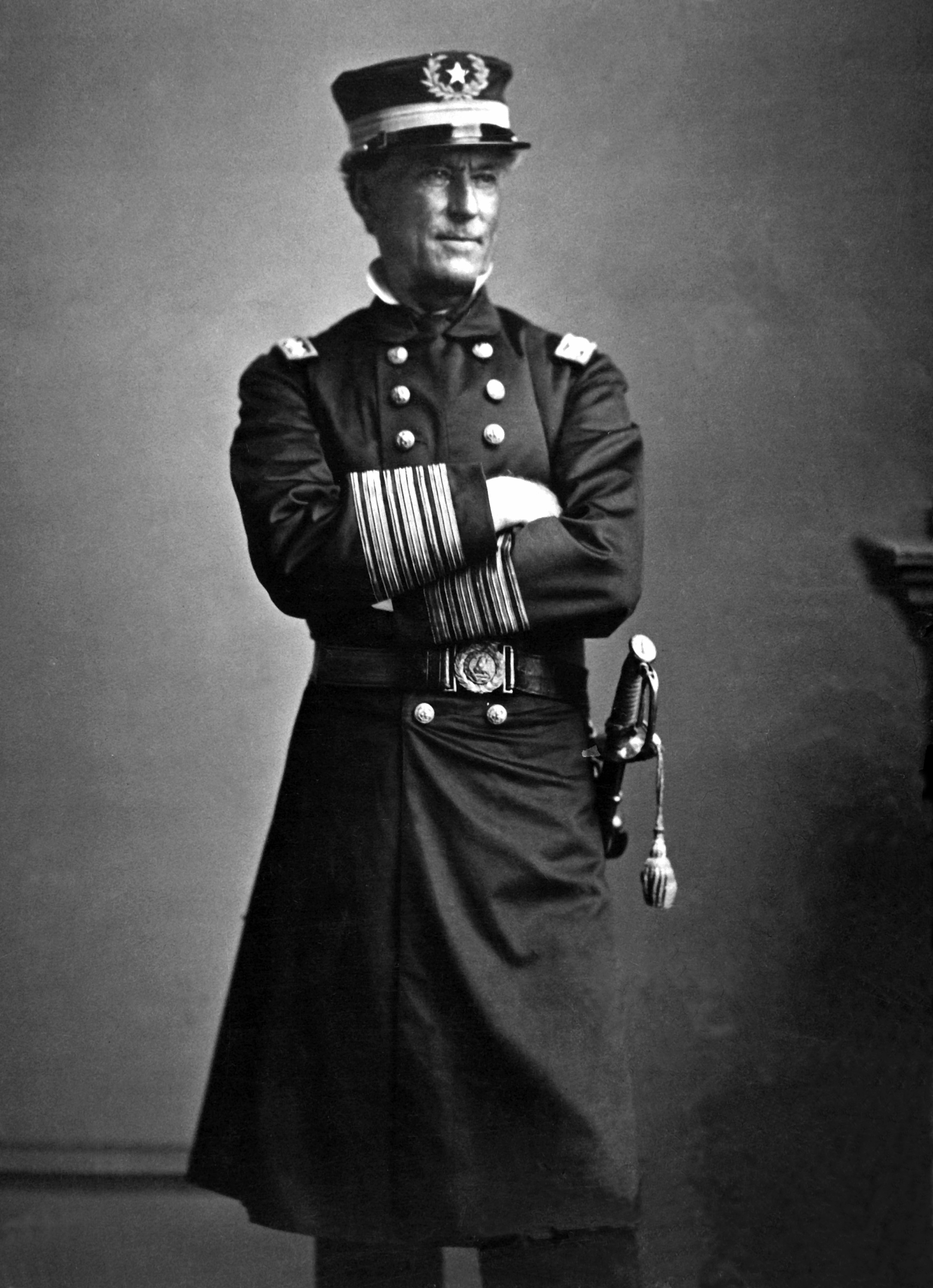
Il contrammiraglio David G. Farragut in una foto del 1863.

| Struttura ufficiale del rango degli ufficiali della marina militare dell'Unione | Struttura ufficiale del rango degli ufficiali della marina militare dell'Unione | Struttura ufficiale del rango degli ufficiali della marina militare dell'Unione | Struttura ufficiale del rango degli ufficiali della marina militare dell'Unione | Struttura ufficiale del rango degli ufficiali della marina militare dell'Unione | Struttura ufficiale del rango degli ufficiali della marina militare dell'Unione | Struttura ufficiale del rango degli ufficiali della marina militare dell'Unione | Struttura ufficiale del rango degli ufficiali della marina militare dell'Unione | Struttura ufficiale del rango degli ufficiali della marina militare dell'Unione | Struttura ufficiale del rango degli ufficiali della marina militare dell'Unione | Struttura ufficiale del rango degli ufficiali della marina militare dell'Unione | Struttura ufficiale del rango degli ufficiali della marina militare dell'Unione |
| Ammiraglio (Admiral)                                                            | Viceammiraglio (Vice Admiral)                                                   | Retroammiraglio (Rear Admiral, 1865)                                            | Retroammiraglio (Rear Admiral 1864)                                             | Commodoro (Commodore)                                                           | Capitano di vascello (Captain,1864)                                             | Capitano di fregata (Commander)                                                 | Capitano di corvetta (Lieutenant Commander)                                     | Tenente di vascello (Lieutenant)                                                | Padrone marittimo (Master)                                                      | Alfiere/Guardiamarina (Ensign/Passed Midshipman)                                | Aspirante guardiamarina (Midshipman)                                            |
| ------------------------------------------------------------------------------- | ------------------------------------------------------------------------------- | ------------------------------------------------------------------------------- | ------------------------------------------------------------------------------- | ------------------------------------------------------------------------------- | ------------------------------------------------------------------------------- | ------------------------------------------------------------------------------- | ------------------------------------------------------------------------------- | ------------------------------------------------------------------------------- | ------------------------------------------------------------------------------- | ------------------------------------------------------------------------------- | ------------------------------------------------------------------------------- |
|                                                                                 |                                                                                 |                                                                                 |                                                                                 |                                                                                 |                                                                                 |                                                                                 |                                                                                 |                                                                                 |                                                                                 |                                                                                 |                                                                                 |

### Ufficiali
Nel 1861 vi erano circa 1.500 ufficiali di marina in servizio attivo regolare; ma poiché non esistette la possibilità di ritirarsi, l'età media risultava essere relativamente alta. Fin da principio non ci furono però abbastanza ufficiali per soddisfare i bisogni crescenti della Marina unionista tanto che già entro il 1861 tutti gli ufficiali in addestramento, i "cadetti" delle Accademie Navali degli ultimi due anni di corso, ricevettero un incarico operativo.
Ma le necessità sempre maggiori portarono all’impiego di ufficiali anche della marina mercantile i quali, dopo essere stati esaminati sulle loro conoscenze, ottennero immediatamente una commissione da ufficiali. La paga degli ufficiali era variabile in base al loro grado, ma anche all'incarico a loro affidato; essa diminuì quando non si trovarono in servizio in mare o mentre erano in attesa di un incarico.

#### Formazione
Vi fu un'unica tipologia di formazione prevista per i marinai novizi (uomini di terra), laddove invece i marinai già esperti non furono interessati (imparando direttamente sulla nave alla quale vennero assegnati). L'addestramento copriva 6 settimane e vi venivano insegnate le basi della marineria, l'esercizio per l'uso dei cannoni e la lotta all'arma bianca. Questa formazione avrebbe potuto tuttavia essere più lunga nel caso in cui si fosse reso necessario addestrare tutto l'intero equipaggio.
Per gli ufficiali il corso passò attraverso un'accademia navale, la più nota delle quali si trovò ad Annapolis. I "cadetti", di età compresa tra i 14 e i 18 anni, presentati dallo stesso Presidente o da un membro del Congresso, frequentavano un corso di quattro anni in cui vi vennero insegnate varie materie, dall'arte della navigazione e la matematica fino alla filosofia e la lingua francese.

#### Comando
Il grado più alto all'inizio del conflitto fu quello di capitano di vascello, l'equivalente del capitano francese o del post-capitano britannico. Al di sotto di esso si trovava quello di tenente di vascello. D'altra parte l'assenza di una grande flotta e la mancata formazione di squadroni non rivelava la necessità di avere ufficiali generali per la marina, vale a dire l'equivalente di ammiraglio.
Solamente quando comparve la necessità di ordinare più navi entro un unico schema uno dei capitani di vascello riceveva il grado, temporaneo, di commodoro o di ufficiale di bandiera (perché ha il diritto di portare un'insegna speciale di comando sulle spalline). I vari gradi dell'ammiragliato furono creati dal Congresso durante il conflitto, in primo luogo per premiare David G. Farragut, quindi per contrassegnare il progresso nella carriera di altri ufficiali.

## Infrastrutture

### Arsenali
Si situarono per lo più al Nord; ma uno dei più importanti, quello di Gosport a Pensacola, venne catturato dai sudisti il 20 aprile 1861.

### Cantieri navali
Nel 1861 furono 10 i principali cantieri navali operativi.

### Ospedali
Dal 1811 il Congresso aveva autorizzato il finanziamento di un fondo per pagare i medici e finanziare la cura dei marittimi; a tale scopo venne effettuata una detrazione di 20 centesimi di dollaro al mese per i saldi di ufficiali e marinai. Il resto delle risorse provenne dal pagamento degli interessi.
Alla fine del conflitto la Marina Federale gestiva otto importanti ospedali: Portsmouth (New Hampshire), Chelsea (Massachusetts), Brooklyn, League Island (Pennsylvania), Portsmouth (Virginia), Washington, Mound City (Illinois) e Memphis.
Nel 1853 la Marina aveva anche stabilito la propria farmacia centrale a Brooklyn per rifornire di tutti i prodotti necessari atti alla cura e per garantirne la loro qualità.
Nel dicembre del 1862 si realizzò anche una nave ospedale, la USS Young Rover, che operò sulle acque interne. Non solo fu la prima nave del suo genere, ma anche la prima con a bordo un corpo di infermiere (pagate 15 dollari al mese, tre in più rispetto a quelle che lavoravano per gli ospedali dell'esercito del Nord).
Nel corso del conflitto la marina ebbe 1.800 morti in combattimento e 2.550 per malattia; in confronto l'esercito perse un soldato su 12 a causa di malattie, la marina uno su 51.

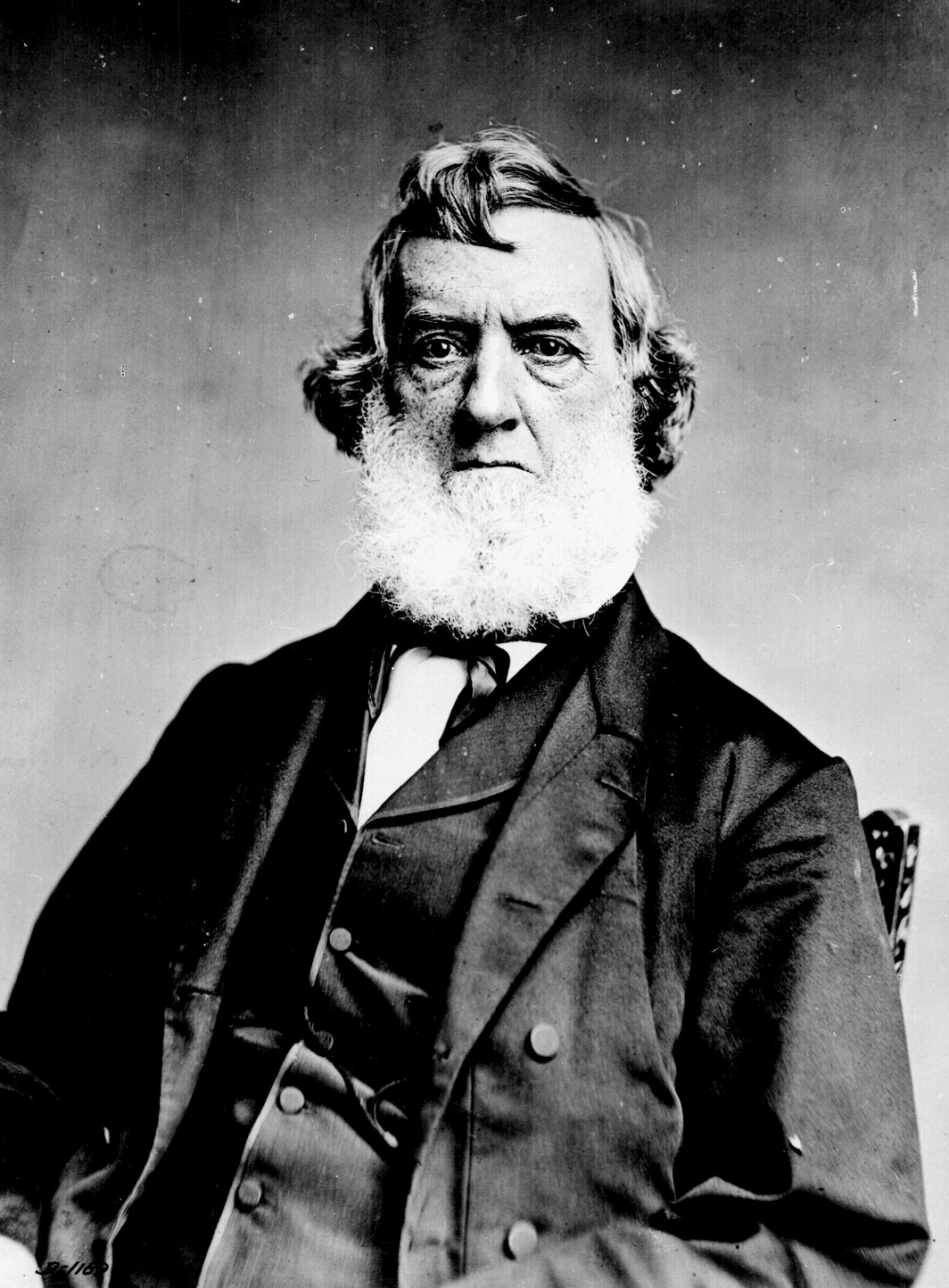
Il Segretario alla Marina degli Stati Uniti d'America Gideon Welles.

### Dipartimento della Marina
Questo ministero è organizzato in "uffici", ognuno dei quali viene guidato da un "Capo ufficio" che si classifica come commodoro.
- "Bureau of Construction and Repair": responsabile della costruzione e delle riparazioni navali.
- "Bureau of Steam Engineering": responsabile della propulsione delle navi a vapore.
- "Bureau of Equipment and Recruiting N 6": responsabile delle forniture e dell'equipaggio.

Fino al 1862 questi primi tre uffici erano raggruppati in uno, il "Bureau of Construction, Equipment and Repair".
- "Ufficio di Medicina e Chirurgia": responsabile per gli aspetti medici e medici della Marina.
- "Ufficio di navigazione"; responsabile delle mappe caricate e degli strumenti di navigazione. Supervisiona anche gli osservatori, l'almanacco nautico, le scuole navali e i cappellani religiosi.
- "Bureau of Ordnance": responsabile della gestione dell'artiglieria navale.
- "Bureau of Provisions and Clothing": responsabile per il cibo e l'abbigliamento.
- "Bureau of Yards and Docks": responsabile della gestione di arsenali e strutture portuali militari.
- "Bureau of Naval Boards and Commissions": responsabile della gestione amministrativa del personale.
- "US Marines Corps": responsabile della fanteria marina.
- "Ufficio dei dettagli"; responsabile della gestione dei compiti degli ufficiali di marina.

## Blocco
Il blocco dell'Unione sulla totalità degli scali portuali secessionisti venne proclamato dalla presidenza di Abraham Lincoln a partire dal 19 aprile 1861; fu uno dei primi atti adottati dall'amministrazione appena insediatasi a seguito della battaglia di Fort Sumter.
All'inizio del conflitto esistette per lo più solo teoricamente sulla carta, ma assunse connotazioni sempre più strette man mano che la guerra proseguì; sebbene esso non sia mai stato del tutto impermeabile esso contribuì sostanzialmente all'isolamento del Sud accelerando al contempo la svalutazione della sua moneta corrente.
- 19 aprile: la prima unità navale comparve davanti a Charleston (Carolina del Sud);
- 26 aprile: un'altra unità apparve di fronte a Mobile e alla foce del fiume Mississippi;
- 28 aprile: il blocco di Charleston fu reso stabile;
- 9 maggio 1861: una squadra inizia il blocco delle coste della Virginia nella guerra di secessione americana, ove hanno la loro foce il Potomac, lo York River e il James;
- lo stesso giorno 4 unità provvidero a garantire il controllo del Potomac, dal mare e risalendo fino a Washington[41].

Si verificarono innumerevoli tentativi di forzarlo, soprattutto da parte dei cosiddetti "corridori del blocco", ma alla fin fine l'esportazione di materie prime e l'importazione di armamenti e munizioni calò in maniera drastica, risultando così decisivo per la vittoria finale.
Il 13 maggio nacquero la flotta di blocco dell'Atlantico, al comando del commodoro Silas Horton Stringham, e la flotta di blocco del Golfo, agli ordini di William Mervine. A settembre la prima venne suddivisa in due settori: settentrionale, affidato al comandante Louis Malesherbes Goldsborough, e meridionale, guidato da Samuel Francis Du Pont.
Per la sua gestione l'Union Navy fu divisa quindi in quattro squadroni operanti rispettivamente nel settentrione e nel meridione dell'Oceano Atlantico, nella regione orientale (David G. Farragut) e occidentale del Golfo del Messico (William Wister McKean); un quinto squadrone venne utilizzato lungo il corso del Mississippi dopo essere stato creato alla fine del 1862 per operare a supporto della Campagna di Vicksburg e del relativo Assedio di Vicksburg; ma non fu mai coinvolto nel blocco.

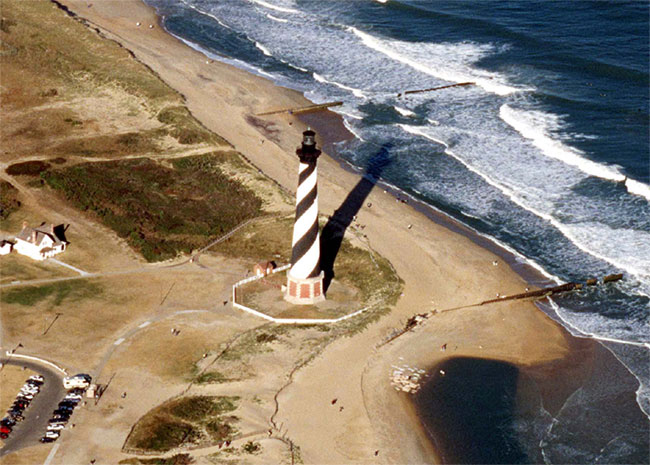
Veduta aerea odierna di Capo Hatteras.

## Operazioni d'invasione
I due primi tentativi d'invasione del Sud via mare furono concepiti principalmente con l'intento esplicito di migliorare l'efficienza del blocco nonché per rafforzarne l'impermeabilità contro i corridori del blocco; furono volti pertanto a condurre ulteriori azioni in loco. In seguito della caduta di Capo Hatteras dopo la battaglia di Hatteras Inlet Batteries (agosto 1861) gran parte della regione orientale della Carolina del Nord venne rapidamente occupata dall'Union Army. 

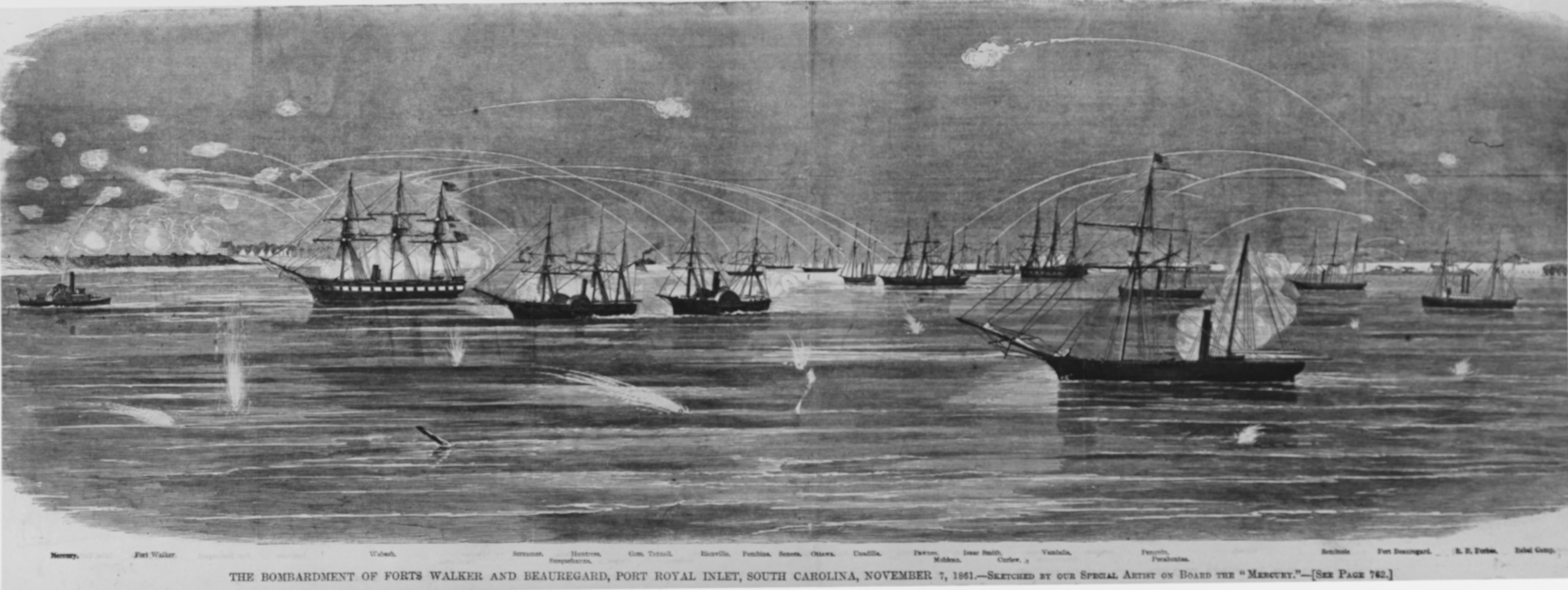
Il bombardamento navale di Port Royal in un'illustrazione dell'epoca.

Il facile successo così ottenuto non venne però ripetuto con la cattura di "Port Royal Sound" nella battaglia di Port Royal in quanto la messa in atto nell'insenatura in questione di una forte e quantomai determinata resistenza impedì una qualsiasi significativa espansione della testa di ponte federale.
La città di Charleston (Carolina del Sud) difatti cadde nelle mani dell'Unione solamente negli ultimi giorni del conflitto, precisamente nell'aprile del 1865 ad opera delle forze di William Tecumseh Sherman oramai lanciate nell'ultima vittoriosa Campagna delle Caroline subito dopo la trionfale marcia verso il mare di Sherman.

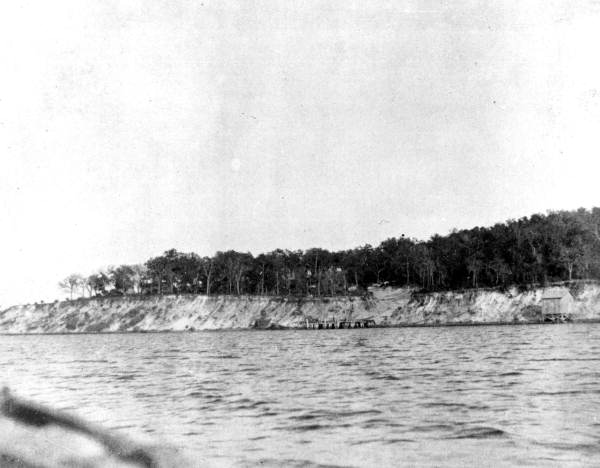
La costa di "St. Johns Bluff".

La successiva presa di Fernandina Beach nella Florida fu indirizzata sin dall'inizio a fornire un ancoraggio meridionale stabile per la prosecuzione del blocco atlantico, da qui venne condotta la cattura di Jacksonville con la battaglia di St. Johns Bluff (ottobre 1862) - interrotta temporaneamente a causa della sconfitta subita nella battaglia di Gainesville (agosto 1864) - oltre all'apertura verso le regioni poste più a Sud della Georgia; ma questo risultato non fece mai parte di un più ampio schema di conquista.
La situazione venutasi a creare rifletté essenzialmente una decisione assunta dall'amministrazione della presidenza di Jefferson Davis, quella cioè di ritirarsi dalla costa con l'eccezione di alcuni tra i più importanti scali portuali. Poco dopo l'inizio dell'ultimo anno di scontri bellici anche la Baia di Mobile fu conquistata - con la battaglia della baia di Mobile (agosto 1864) - principalmente grazie all'azione congiunta della flotta, ma non si effettuò neppure in tal occasione alcun tentativo immediato di prendere il sopravvento sulla stessa città di Mobile nell'Alabama interessata dal Teatro Trans-Mississippi.

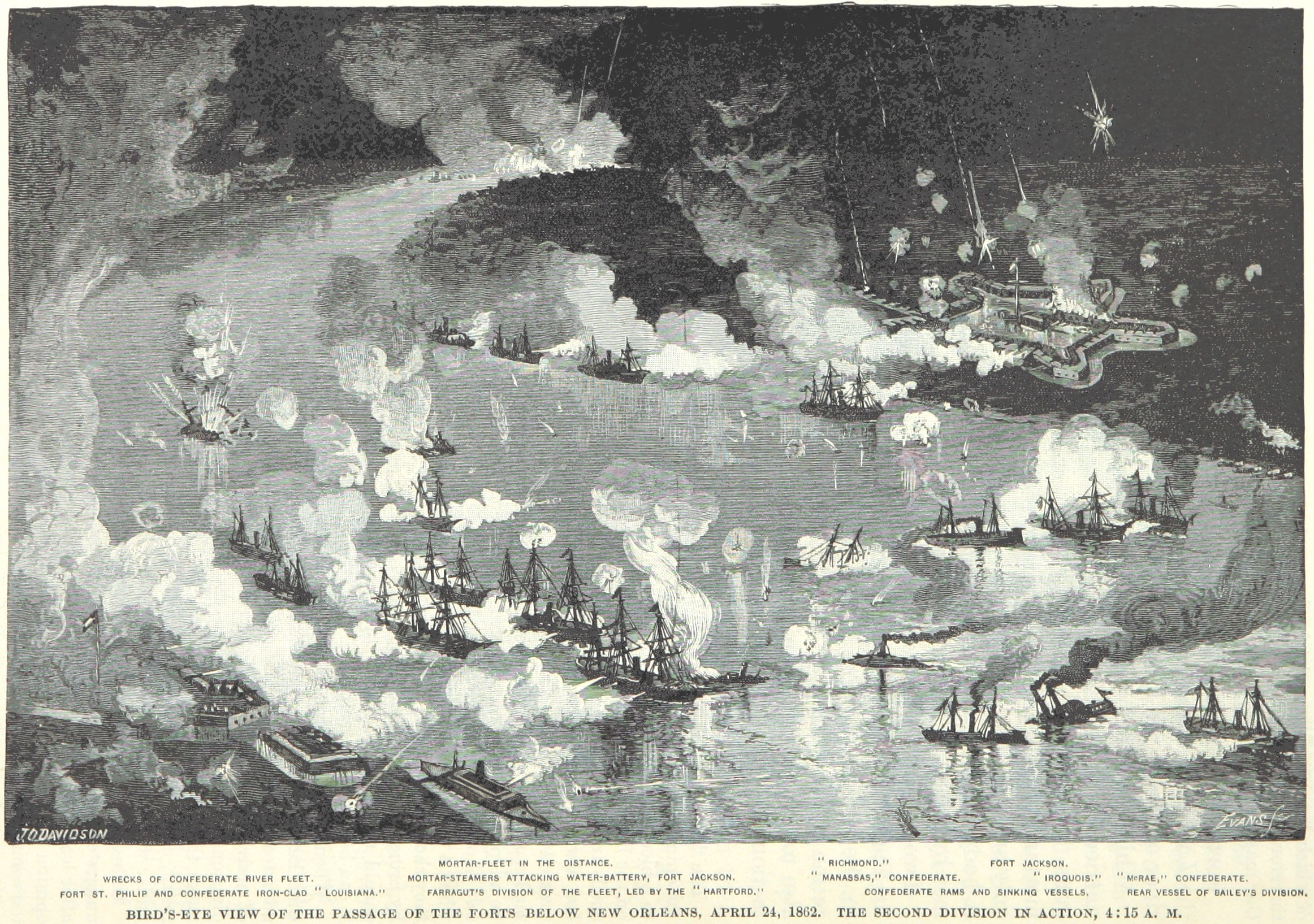
Illustrazione della battaglia di Fort Jackson e St. Philip.

La cattura di New Orleans a seguito della battaglia di New Orleans del 1862 via terra e della battaglia di Fort Jackson e St. Philip via mare fu solo marginalmente connessa con il blocco navale in corso, dato che il centro urbano era già ben sigillato e stretto nella morsa dell'assedio dalla parte di terra. Si rivelò comunque importante per molti altri motivi. Innanzitutto il superamento e il passaggio attraverso i fortini posti appena sotto la città da parte della flotta di David G. Farragut rimostrò chiaramente che le fortificazioni fisse non potevano difendersi con successo da una flotta alimentata a vapore, fu dunque un fatto cruciale per l'emergere della Marina a pari condizioni di forza e valore con l'Esercito nella generale difesa nazionale.
Il tutto dimostrò anche la possibilità di attaccare gli Stati Confederati d'America seguendo direttamente la linea interna rappresentata dal corso del fiume Mississippi, si dimostrò quindi un importante predecessore della campagna di Vicksburg diretta da Ulysses S. Grant la quale - con la resa sudista al termine dell'assedio di Vicksburg - divise il territorio nemico in due tronconi separati e non più comunicanti. Mise inoltre in dubbio la capacità dei secessionisti di continuare a difendersi attivamente e quindi diede piena ragione alle nazioni europee di non voler in alcuna maniera concedere il loro riconoscimento diplomatico ai ribelli.

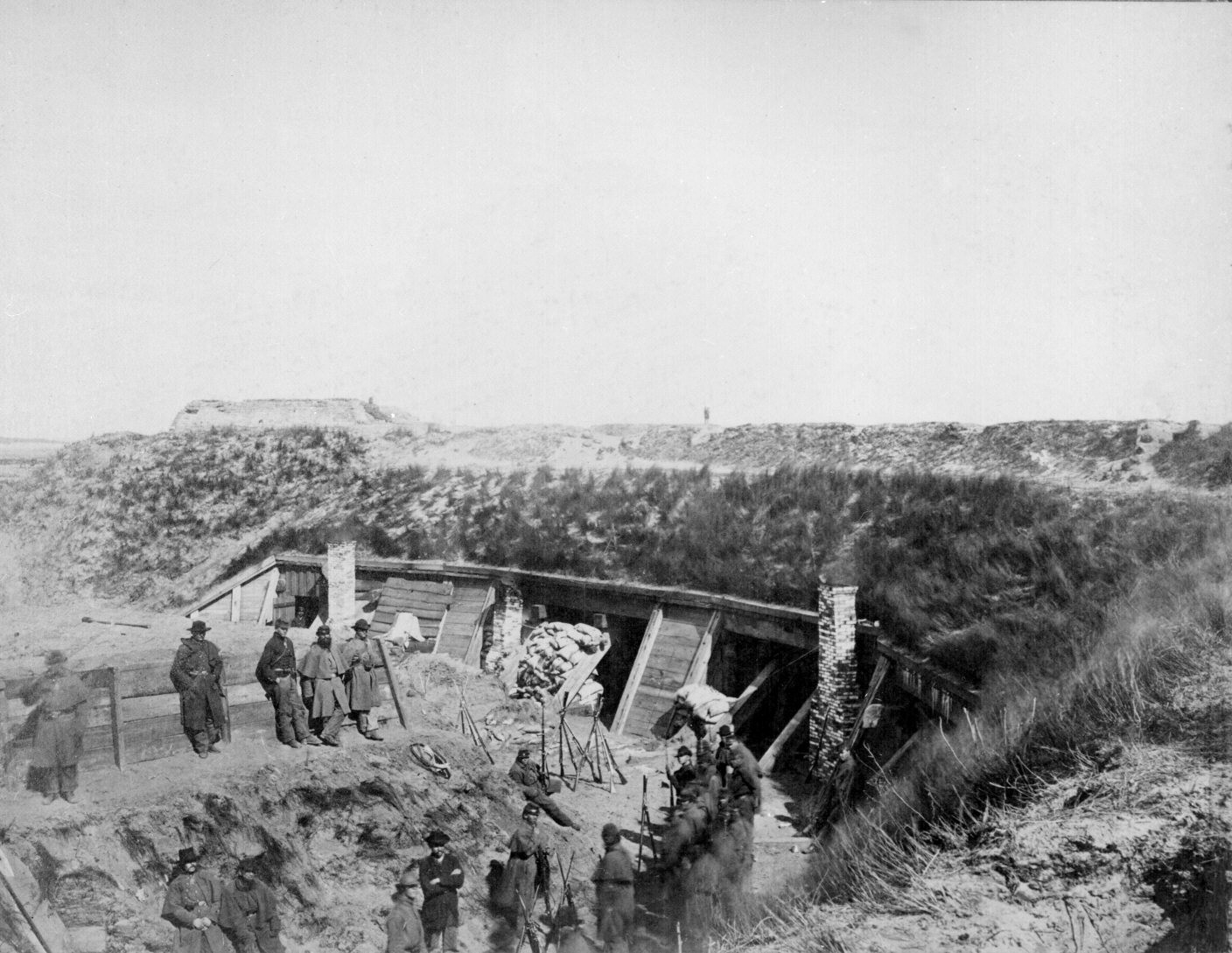
La conquista del "Pulpit" di Fort Fisher in una foto di Timothy O'Sullivan.

L'ultima importante azione navale della guerra marittima fu il secondo assalto a Fort Fisher, posto proprio davanti alla foce del Cape Fear River nel Nord della Carolina, con la seconda battaglia di Fort Fisher; questa si rivelò una delle poche azioni belliche attuate sul Teatro basso litoraneo della costa Est in cui l'esercito e la flotta navale cooperarono pienamente realizzando un totale successo.
La cattura di Wilmington - l'ultimo porto fortificato confederato ad essere rimasto aperto - con la battaglia di Wilmington completò le operazioni dell'Union Navy. La disfatta totale della Confederazione arrivò dopo poco più di tre mesi.

## Battaglie

### Coste e oceani
- Battaglia di Hatteras Inlet Batteries
- Battaglia di Port Royal
- Battaglia di Roanoke Island
- Battaglia di Elizabeth City
- Battaglia di New Bern
- Battaglia di Fort Macon
- Battaglia di Hampton Roads
- Battaglia di Forts Jackson e St. Philip
- Battaglia di Galveston Harbor
- Prima battaglia di Charleston Harbor
- Seconda battaglia di Charleston Harbor
- Battaglia di Albemarle Sound
- Battaglia di Cherbourg
- Battaglia della baia di Mobile
- Prima battaglia di Fort Fisher
- Seconda battaglia di Fort Fisher
- Battaglia di Trent's Reach
- Incidente di Bahia

Vi furono numerose battaglie o scontri tra imbarcazioni singole anche molto lontane dalle coste statunitensi tra navi oceaniche e i corridori del blocco, spesso nei Caraibi ma anche in pieno Oceano Atlantico; la battaglia di Cherbourg di fronte a Cherbourg-Octeville sul canale della Manica ne è l'esempio più famoso.

### Acque interne
- Battaglia di Fort Henry
- Battaglia di Fort Donelson
- Battaglia dell'Isola numero 10
- Battaglia navale di Fort Pillow
- Battaglia di Memphis
- Battaglia di Drewry's Bluff
- Battaglia di Saint Charles
- Campagna di Vicksburg
- Battaglia di Fort Hindman
- Spedizione di Yazoo Pass
- Spedizione di Steele's Bayou
- Battaglia del Grand Gulf
- Campagna del Red River

Non inclusi in questa lista vi furono anche diversi incidenti in cui l'Union Navy ha preso parte più o meno incidentalmente; questi includono la battaglia di Shiloh e la battaglia di Malvern Hill. Non vengono inseriti nell'elenco perché il personale navale non venne coinvolto nella pianificazione o preparazione degli scontri.

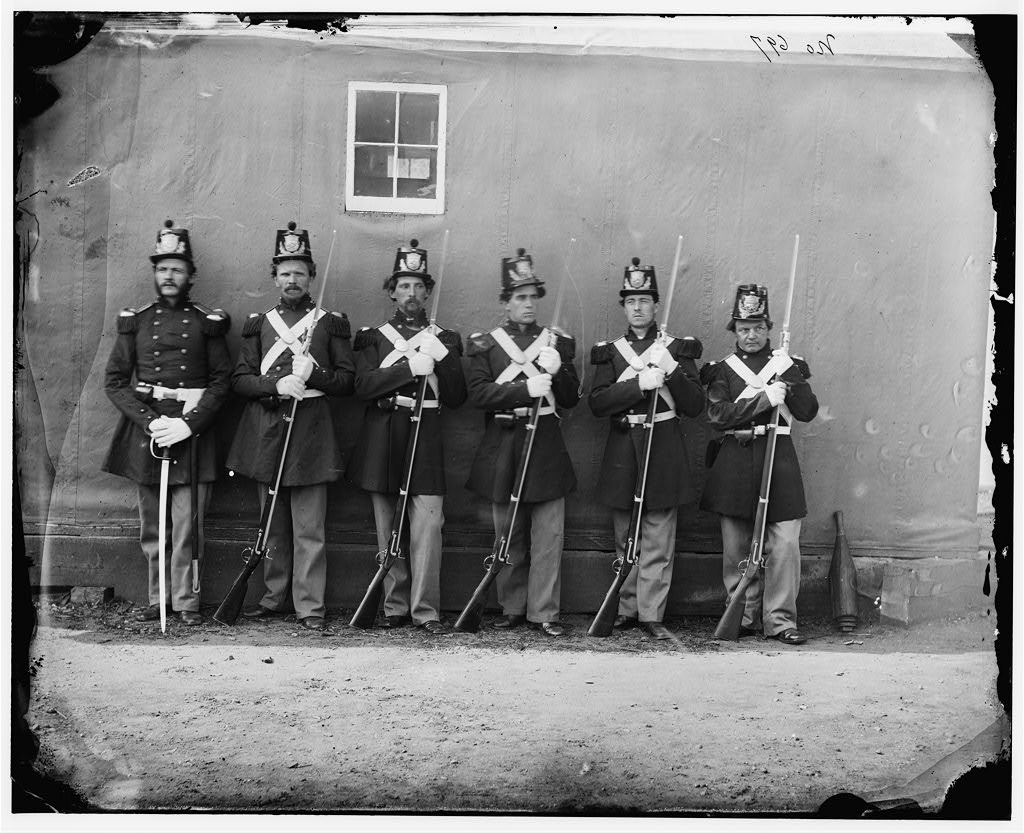
Gruppo di "fanteria della Marina" armati di baionetta nel 1864.

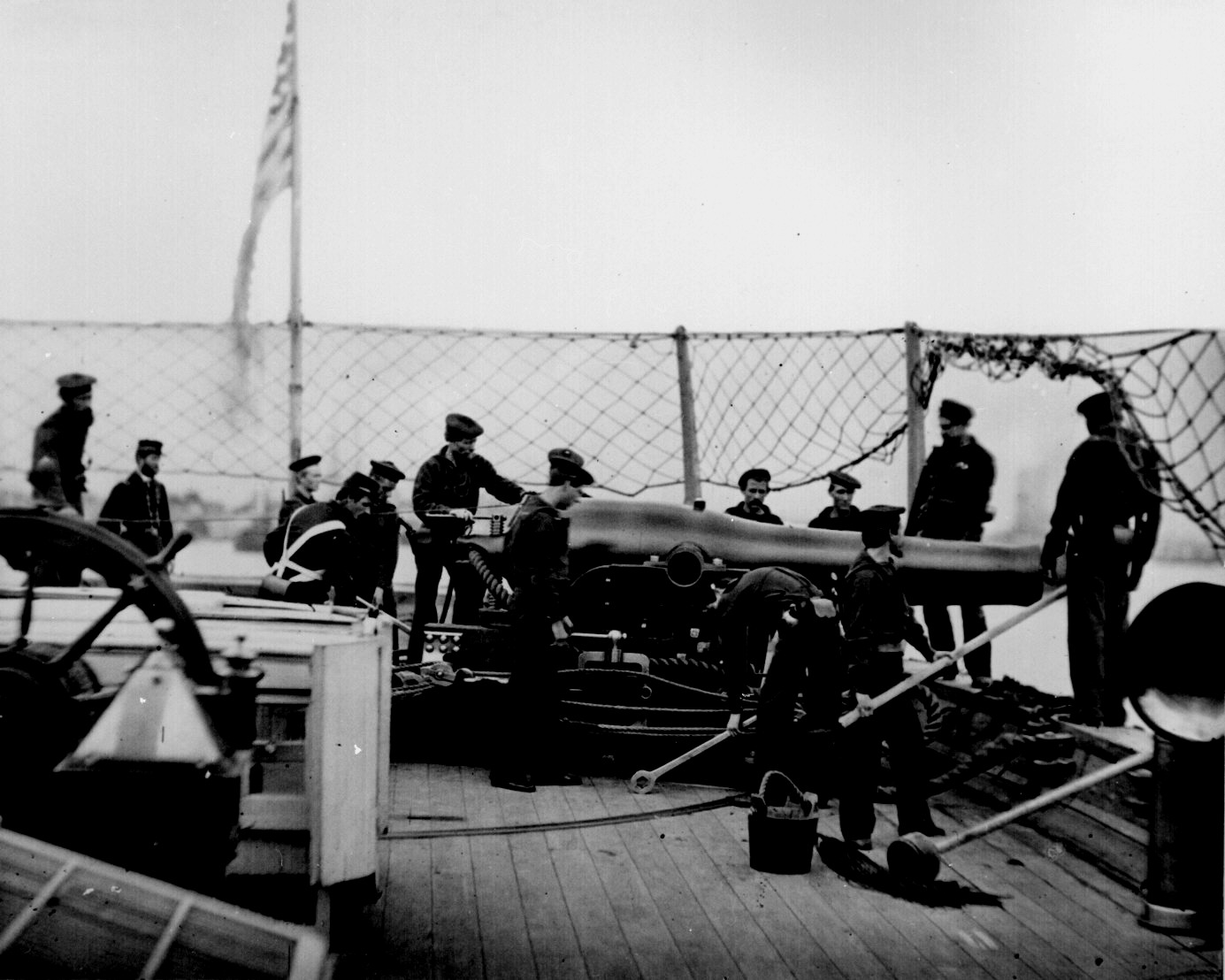
Un cannone Dahlgren, probabilmente a bordo della USS Miami nel 1864 (foto di Mathew B. Brady.

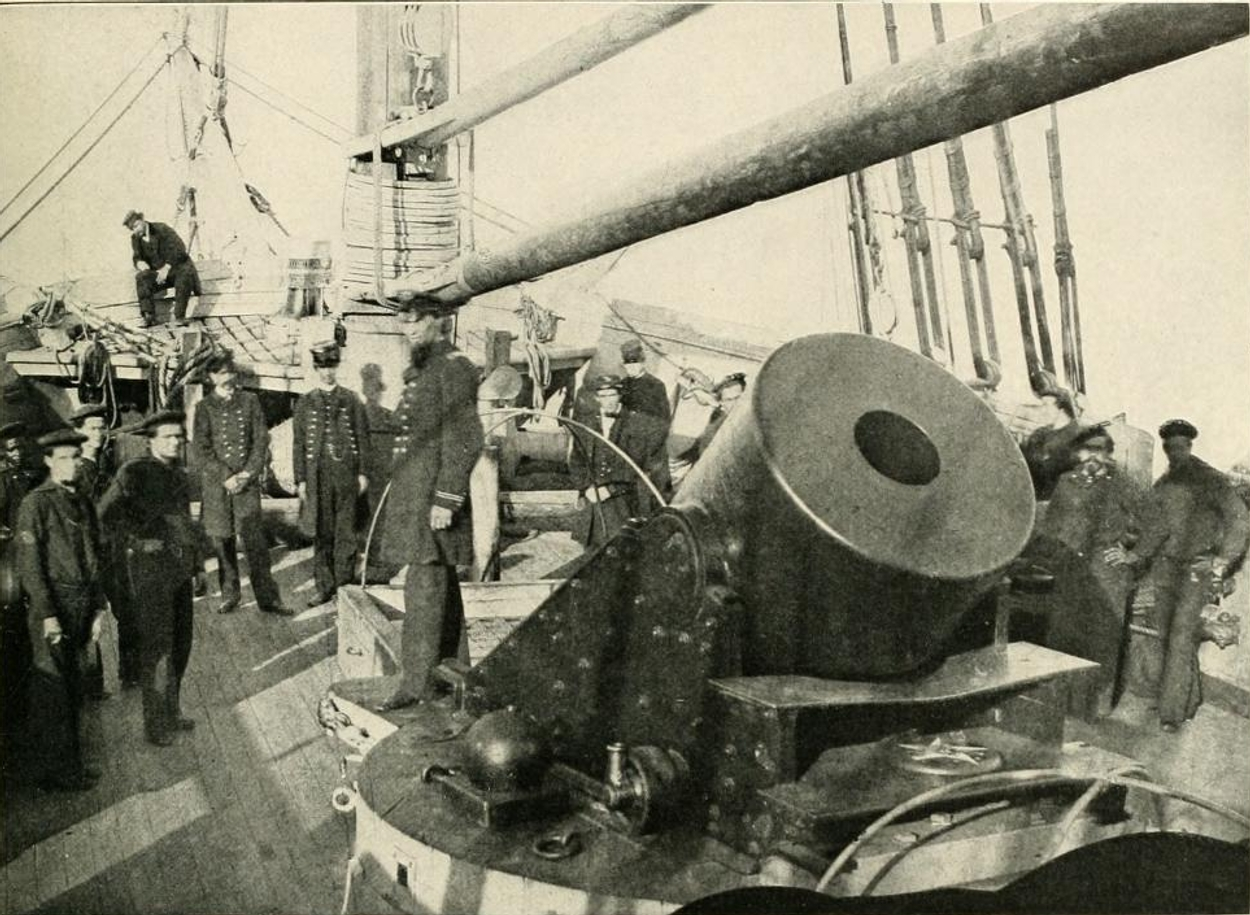
Un mortaio navale.

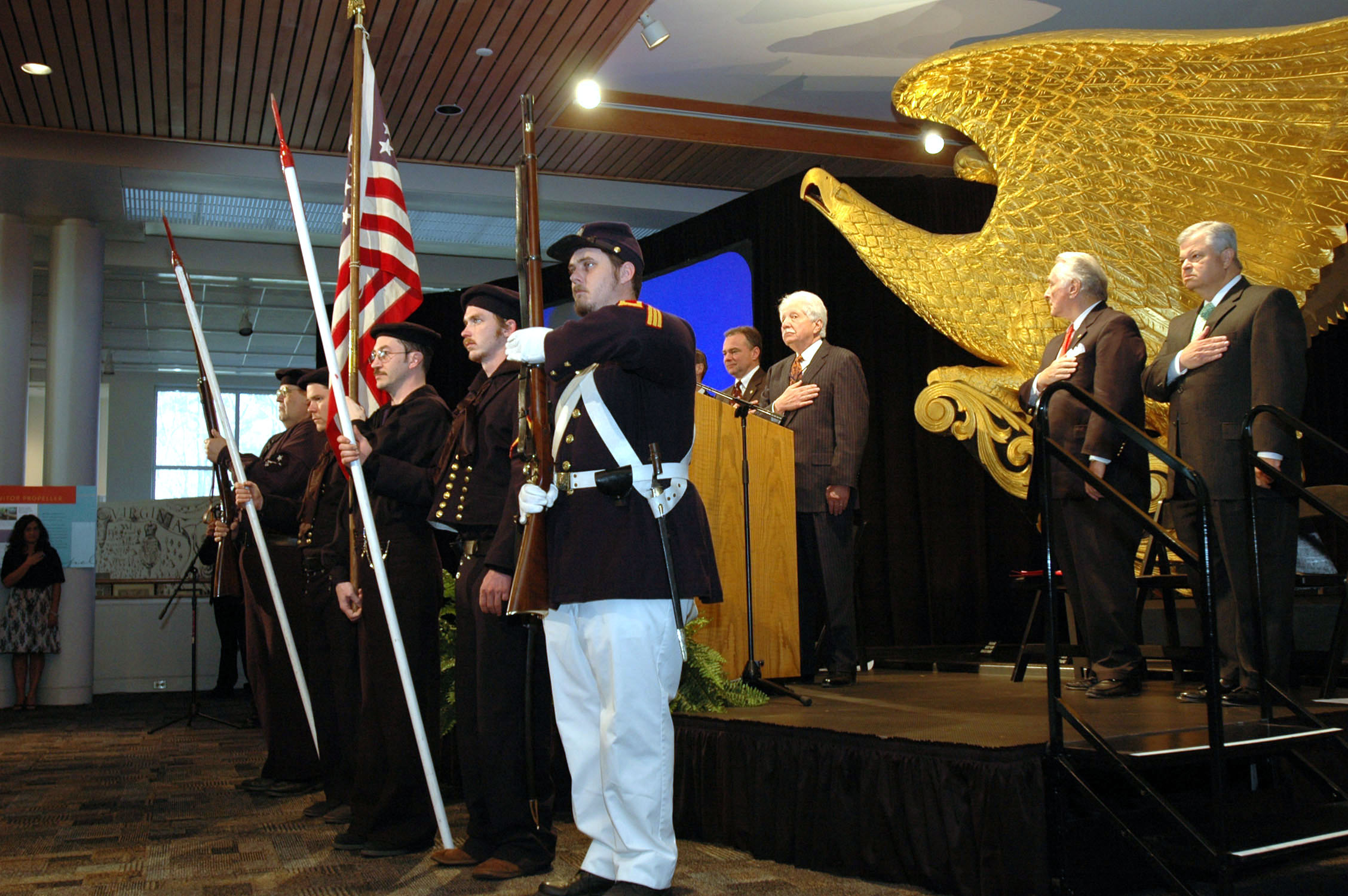
Commemorazione storica dell'Union Navy.